# Jongdungpho állomás
Jongdungpho (Yeongdeungpo) állomás a szöuli metró 1-es vonalának állomása. Vasútállomásként a Kjongbu (Gyeongbu) és a Honam vonalat szolgálja ki.

## Viszonylatok
| 1-es vonal                                                                               | 1-es vonal                                                  | 1-es vonal |
| ---------------------------------------------------------------------------------------- | ----------------------------------------------------------- | --- |
| Singil Szojoszan (Soyosan) és Kvangun (Gwangun) Egyetem, illetve Jongszan (Yongsan) felé | Kjongbu (Gyeongbu) szakasz személyvonat és piros expressz   | Sindorim Incshon (Incheon), Szodongthan (Seodongtan) vagy Sincshang (Sinchang), illetve Tongincshon (Dongncheon) és Cshonan (Cheonan) felé |
| Szöul (egyirányú) Végállomás felé                                                        | Kjongbu (Gyeongbu) szakasz zöld expressz                    | Kumcshon-ku cshong (Geumcheon-gu cheong) Cshonan (Cheonan) felé                                                                            |
| végállomás                                                                               | Kvangmjong (Gwangmyeong) shuttle                            | Sindorim Kvangmjong (Gwangmyeong) felé |
| Korail                                                                                   |                                                             | |
| Singil Szöul felé                                                                        | Kjongbu (Gyeongbu) vonal                                    | Sindorim Puszan (Busan) felé |
| Szöul végállomás felé                                                                    | Kjongbu (Gyeongbu) KTX                                      | Szuvon (Suwon) Puszan (Busan) felé |
| Szöul végállomás felé                                                                    | ITX Kjongbu (Gyeongbu) vonal, Kjongdzson (Gyeongjeon) vonal | Szuvon (Suwon) Puszan (Busan) és Csindzsu (Jinju) felé                                                                                     |
| Jongszan (Yongsan) végállomás felé                                                       | ITX Honam vonal, Csolla (Jeolla) vonal                      | Szuvon (Suwon) Mokpho (Mokpo), Kvangdzsu (Gwangju) és Joszu (Yeosu) Expo felé                                                              |